# Curimatella
Curimatella es un género de peces de agua dulce de la familia Curimatidae y del orden de los Characiformes. Habitan en el norte y centro de Sudamérica, llegando por el sur hasta el centro-este de la Argentina. En las especies mayores la longitud total ronda los 20 cm.

## Taxonomía
Este género fue descrito originalmente en el año 1889 por los ictiólogos estadounidenses Rosa Smith Eigenmann y Carl H. Eigenmann, este último nacido en Alemania.  
Especies
El género se subdivide en 5 especies:
- Curimatella alburna (J. P. Müller & Troschel, 1844)
- Curimatella dorsalis (C. H. Eigenmann & R. S. Eigenmann, 1889)
- Curimatella immaculata (Fernández-Yépez, 1948)
- Curimatella lepidura (C. H. Eigenmann & R. S. Eigenmann, 1889)
- Curimatella meyeri (Steindachner, 1882)